# Gerhard Mildenberger
Gerhard Mildenberger (* 26. April 1915 in Naumburg (Saale); † 11. Februar 1992 in Bochum) war ein deutscher Prähistoriker.
Von 1934 bis 1939 studierte er mittelalterliche Geschichte, Geographie und Völkerkunde an den Universitäten Göttingen, Königsberg und Halle. 1940 wurde er an der Universität Halle in Völkerkunde mit der Arbeit Die Brandgräber der spätrömischen Zeit im südlichen Mitteldeutschland promoviert. 1951 wurde er an der Universität Leipzig mit der Arbeit Die großen Grabhügel der mitteldeutschen Jungsteinzeit. Ein Beitrag zur Chronologie und Kulturgeschichte des Neolithikums habilitiert. 1952 bis 1954 hatte er einen Lehrauftrag für Vor- und Frühgeschichte an der Karl-Marx-Universität Leipzig, 1954 bis 1959 war er dort Professor mit Lehrauftrag für Vor- und Frühgeschichte. 1960 bis 1965 war er Professor für Ur- und Frühgeschichte an der Philipps-Universität Marburg, 1965 bis 1980 Professor für Ur- und Frühgeschichte an der Ruhr-Universität Bochum.

## Schriften
- Studien zum mitteldeutschen Neolithikum. Bibliographisches Institut Leipzig, Leipzig 1953. (Digitalisat: urn:nbn:de:bsz:14-db-id18391222778)
- Die germanischen Funde der Völkerwanderungszeit in Sachsen. Verlag Enzyklopädie, Leipzig 1959. (Digitalisat: urn:nbn:de:bsz:14-db-id18396950562)
- Mitteldeutschlands Ur- und Frühgeschichte: von der älteren Steinzeit bis zum Ausblick ins Mittelalter. Barth, Leipzig 1959.
- Handbuch der Geschichte der böhmischen Länder. Herausgegeben im Auftrag des Collegium Carolinum. Hiersemann, Stuttgart 1966.
- Denkschrift zur Lage der Vorgeschichte. Steiner, Wiesbaden 1966.
- Die Thüringischen Brandgräber der spätrömischen Zeit. Böhlau, Köln, Wien 1970, ISBN 3-412-07770-4.
- Römerzeitliche Siedlungen in Nordhessen. Elwert, Marburg 1972.
- Sozial- und Kulturgeschichte der Germanen: Von den Anfangen bis zur Volkerwanderungszeit. Kohlhammer, Stuttgart 1972, ISBN 3-17-004206-8.
- Germanische Burgen. Münster 1978, ISBN 3-402-05844-8.
- Studien zur Völkerwanderungszeit im östlichen Mitteleuropa. J.-G.-Herder-Institut, Marburg 1980.